# Piotr Gąsowski
Piotr Włodzimierz Gąsowski (ur. 16 kwietnia 1964 w Mielcu) – polski aktor, artysta kabaretowy i prezenter telewizyjny.

## Życiorys
Jest synem prof. Włodzimierza Gąsowskiego (ur. 1933), pracownika naukowego Wydziału Inżynierii Lądowej i Transportu Politechniki Poznańskiej oraz pochodzącej z Rosji malarki Niny Gąsowskiej (1933–2018), absolwentki moskiewskiej Akademii Sztuk Pięknych. Ma starszego brata, Igora. W młodości przez kilka lat trenował judo. Był członkiem artystycznej drużyny harcerskiej „Łejery” w Poznaniu.
Ukończył II Liceum Ogólnokształcące im. Generałowej Zamoyskiej i Heleny Modrzejewskiej w Poznaniu. W 1986 ukończył studia w Państwowej Wyższej Szkole Teatralnej w Warszawie ze specjalnością „aktor dramatu”, broniąc pracę magisterską pt. „Ekspresjonizm w teatrze niemieckim na podstawie dramatów Duch Ziemi oraz Puszka Pandory Franka Wedekinda”; opiekunem jego roku był Andrzej Łapicki.

### Kariera aktorska
Na scenie teatralnej zadebiutował w 1986 rolą dra Nakamury „Gubernatora” w spektaklu Happy End w reżyserii Olgi Lipińskiej. W 1986-2005 był aktorem Teatru Komedia w Warszawie, w którym zadebiutował rolą Jarka w sztuce W naszym domu straszy. Występował również w warszawskich teatrach: Nowy (1990–1993), Capitol (od 2009), Kamienica (2011) i 6. piętro (2012). Za pierwszoplanową rolę męską Barneya w spektaklu Teatru Capitol Bożyszczu Kobiet (reż. Cezary Morawski) otrzymał Nagrodę Główną na XIV Ogólnopolskim Festiwalu Komedii „Talia” w 2010.
W latach 90. rozpoczął działalność jako aktor dubbingowy; użyczył głosu m.in. sierżantowi Dunderowi w serialu Super Baloo (1992–1993), Stanowi Podolakowi w Kosmicznym meczu (1997), Alowi w Toy Story 2 (1999), A’Tomkowi w filmie Tytus, Romek i A’Tomek wśród złodziei marzeń (2002), Mrożonowi w Iniemamocnych (2004) i Iniemamocnych 2 (2018), Gwoździowi w Robotach (2005), Dave’owi Douglasowi w Na psa urok (2006), Munkowi w Happy Wkręcie (2007), Louisowi w Księżniczce i żabie (2010) i Hum Eggowi w Astro Boyu (2010).
W 1992 w duecie z Robertem Rozmusem otrzymał pierwszą nagrodę na 13. Przeglądzie Piosenki Aktorskiej we Wrocławiu. W tym samym roku rozpoczął karierę telewizyjną występem w spocie reklamowym producenta chipsów Star Foods. Na wielkim ekranie debiutował rolą w filmie Filipa Bajona Limuzyna Daimler Benz. Następnie zagrał m.in. Goldmana-Silbermana w Złocie dezerterów (1998), profesora Damrota w Odlotowych wakacjach (1999), Rejenta Bolestę w ekranizacji Pana Tadeusza (1999) i dyrektora domu dziecka w Baśni o Pączkowej (2000) i Zupę w Stacji (2001). Od 2003 jest członkiem kabaretu „Tercet, czyli Kwartet”.
Ogólnopolską rozpoznawalność zyskał dzięki roli Czesława Basena w serialach Krzysztofa Jaroszyńskiego: Szpital na perypetiach (2001–2003), Daleko od noszy (2003–2009) i Daleko od noszy 2 (2010–2011), który były nagradzane na Festiwalu Humoru i Satyry w Gdańsku. Poza tym zagrał Ryśka Swobodę w serialu TVN Hela w opałach (2006–2007, 2010–2011). Za występ w Daleko od noszy i Hela w opałach był nominowany do Telekamery 2007 w kategorii „aktor”. Wystąpił także w kilku innych rolach filmowych i serialowych, m.in. jako Bogdan Kępka w Ale się kręci (2006), prezydent Tomasz Więcek w Zamianie (2009) i Leszek w Duchu w domu (2010). Od 2021 należy do kabaretu PanDemon.

### Telewizja i pozostałe przedsięwzięcia

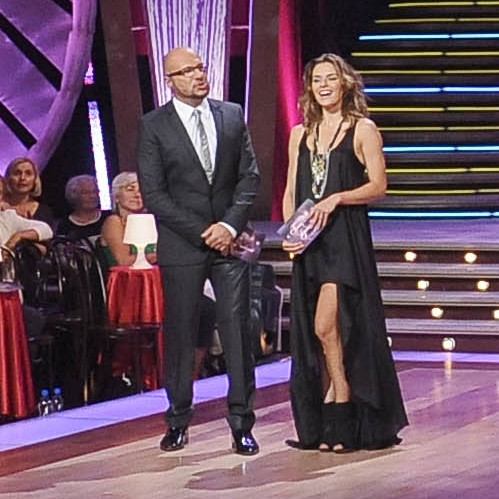
Gąsowski i Natasza Urbańska na planie programu Taniec z gwiazdami (2011)

Od połowy lat 90. pracuje jako prezenter telewizyjny. Prowadził bądź współprowadził programy: Kalambury (1995–2000, 2013), KOT, czyli Ktoś Ogromnie Tajemniczy (2003–2004), Bliźniaczki (2004), Dubidu (2006), Mistrz zakupów (2015), osiem edycji programu rozrywkowego Taniec z gwiazdami (2007–2011), dwie edycje programu kulinarnego Polski turniej wypieków (2012–2013), talk-show Zakręceni (2013) i siedemnaście edycji programu rozrywkowego Polsatu Twoja twarz brzmi znajomo (2014–2022). Prowadził także finały wyborów Miss Polski i Miss Polski Nastolatek w 2002 oraz koncerty plenerowe Pożegnaj lato z Królewskim! w 2005 i Sylwestrowy Rejs Przebojów w 2014. W 2025 został prowadzącym nowej odsłony programu Randka w ciemno.
W 2007 zajął szóste miejsce w rankingu najlepszych showmanów sporządzonym na zlecenie firmy Pentagon-Research. W 2008 zajął dziewiąte miejsce w zestawieniu najpopularniejszych prezenterów programów telewizyjnych wg badań TNS OBOP. W 2011 został uznany trzecim najbardziej znanym, trzecim najbardziej dowcipnym, piątym najsympatyczniejszym, piątym najbardziej inteligentnym oraz szóstym najbardziej przebojowym prowadzącym programy rozrywkowe wg badań ARC Rynek i Opinia. Za pracę w telewizji był nominowany do Wiktora Publiczności w 2010.
Uczestniczył w drugiej edycji programu rozrywkowego TVN Taniec z gwiazdami (2005) oraz był zawodnikiem specjalnego odcinka teleturnieju TVN Milionerzy (2008) i quizu TVP1 Euro ma dwa serca (2012). Był jurorem 20. edycji programu Twoja twarz brzmi znajomo (2024), wcześniej sędziował także w odcinkach bożonarodzeniowych programu.
Pasjonuje się piłką nożną. Był kapitanem polskiej drużyny podczas meczu z Austrią rozegranego w ramach imprezy Polskie Dni 2006 w Zell am See w austriackiej gminie Kaprun. Wystąpił w spocie promocyjnym Kibicujemy naszym! zrealizowanym na potrzeby Mistrzostw Europy w Piłce Nożnej 2016. Posiada licencję pilota.
1 marca 2017, nakładem wydawnictwa Edipresse, wydał autobiografię pt. Co mi w życiu nie wyszło?.
W marcu 2025 został komentatorem Szkła kontaktowego w TVN24.

## Życie prywatne
Przez kilkanaście lat pozostawał w nieformalnym związku z Hanną Śleszyńską, z którą ma syna Jakuba (ur. 1995). W trakcie przygotowań do drugiej edycji programu Taniec z gwiazdami poznał tancerkę Annę Głogowską, z którą w 2011 zajął siódme miejsce w rankingu najbardziej rozpoznawalnych par w polskim show-biznesie wg raportu ARC Rynek i Opinia Celebrity Monitor. Mają córkę Julię (ur. 3 czerwca 2007).

## Filmografia
- 1985: Beznaczenia – kelner (odc. 4)
- 1988: Wiernymi Ostatniemsja – młody ojciec
- 1988: Spadek – Franek, żołnierz w okopie
- 1991: Rozmowy kontrolowane – mężczyzna zmieniający koło w maluchu
- 1991: Koniec Gry – działacz Polskiej Partii Radykalnej
- 1991: Bonne Chance Frencie – Pietre
- 1991: A woman at war – mężczyzna w pociągu
- 1992: Pierścionek z orłem w koronie – lekarz
- 1992: Aby do świtu... – pirat nagraniowy (odc. 5)
- 1993: Zespół adwokacki – mecenas, znajomy Krzysztofa (odc. 1)
- 1993: Wow – nauczyciel (odc. 5–6)
- 1993: Les Nouveaux explotis’d arsene lupin – policjant w autobusie
- 1993: Kraj świata – reporter przy łańcuchu
- 1993: Jakub – kierownik sklepu
- 1993: Balanga – taksówkarz
- 1993: 40-latek. 20 lat później – Yves Saint Koluszki (odc. 9)
- 1994: Bank nie z tej ziemi – mężczyzna na licytacji
- 1994: Stella Stellaris – biznesmen
- 1994: Przygody Joanny – ojciec Izy
- 1994: Mordziaki – złodziej Elegant (odc. 4)
- 1994: Molly – lekarz pogotowia
- 1994: Miasto prywatne – recepcjonista
- 1995: Za co? – sędzia
- 1995: Nic śmiesznego – kierownik zdjęć/planu (przy 1. filmie)
- 1995: Docteur Seemelweis – Markusovsky, przyjaciel Semmelweisa
- 1996: Wezwanie – redaktor tv
- 1996: Tajemnica Sagali – kelner (odc. 12)
- 1996: Ekstradycja – policjant Ochodzki (odc. 1, 3)
- 1996: Dom – flecista (odc. 14–15)
- 1996: Baśń o Pączkowej – dyrektor domu dziecka
- 1996: Bar Atlantic – Miś (odc. 1–2, 7, 10)
- 1997: Z pianką czy bez – Pawelec, likwidator z Państwowego Banku Kredytowego (odc. 1)
- 1997: Sława i chwała – lekarz położnik (odc. 4)
- 1998: Złoto dezerterów – Goldman-Silberman
- 1998: Siedlisko – Edzio, syn ciotki Teodory
- 1998: Liceum czarnej magii – dyrektor domu dziecka
- 1998: Feuerreiter – mieszczanin
- 1998: Dom pirków – dyrektor domu dziecka
- 1998: Billboard – Gruby, pracownik agencji
- 1999: Pan Tadeusz – Rejent
- 1999: Odlotowe wakacje – profesor Damrot
- 2000: Gra – Zygmunt, brat Jerzego
- 2001: Stacja – Zupa, goryl Zenona N
- 2001: Przedwiośnie – ksiądz Nastek w Nawłoci
- 2001–2003: Szpital na perypetiach – doktor Czesław Basen
- 2002: Miss mokrego podkoszulka – szef Władysława
- 2003: Psie serce – głos psa Fidela
- 2003: Kasia i Tomek – instruktor degustacji wina (odc. 30 seria II, głos)
- 2003–2011: Daleko od noszy – doktor Czesław Basen
- 2004: Pensjonat pod Różą – Roman Waliłko (odc. 19)
- 2005–2006: Tango z aniołem – dziennikarz Maks Pawelec
- 2006: Niania – Cezary Panek, mąż Lilki (odc. 38)
- 2006: Magiczne drzewo – prowadzący telequiz (odc. 7)
- 2006: Magda M. – Mateusz Posiewski (odc. 39-40)
- 2006: Ale się kręci – Bogdan Kepka
- 2006–2008: Hela w opałach – Rysiek Swoboda, mąż Edyty
- 2007–2016: Świat według Kiepskich –
  - aktor (odc. 267),
  - petent (odc. 270),
  - ksiądz (odc. 306),
  - aktor (odc. 329),
  - on sam (odc. 347, 375, 454),
  - redaktor (odc. 365),
  - Edek (odc. 384),
  - policjant (odc. 385),
  - Brandon (odc. 404),
  - doktor Wścieklik (odc. 410),
  - barman (odc. 436),
  - generał (Odc. 448),
  - Poncjusz Piłat (odc. 471),
  - redaktor (odc. 472),
  - policjant Janusz Kozielski (odc. 487),
  - wuj (odc. 581)
- 2008: Magda M. – Mateusz Posiewski (odc. 50, 54)
- 2009: Zamiana – prezydent Tomasz Więcek
- 2009: Blondynka – De-De, współpracownik Sylwii (odc. 1)
- 2010: Duch w dom – Leszek Wiwrzbicki
- 2010: Belcanto – generał-major Jurij Ogórcow
- 2010: 1920. Wojna i miłość – Izaak Lipman, komisarz szwadronu (odc. 3, 7–10, 12–13)
- 2011: Daleko od noszy. Szpital futpolowy – doktor Czesław Basen (odc. 1–13)
- 2012: Sęp – Malinka
- 2012: Hotel 52 – Mariusz Jabłoński, były mąż Grażyny (odc. 54)
- 2012–2014: Piąty Stadion –
  - pan Marian, pacjent szpitala psychiatrycznego (odc. 1),
  - profesor Janusz Nowak (odc. 117, 144)
- 2014: Blondynka – weterynarz De-De (odc. 28)
- 2015: Powiedz tak! – Tadeusz, ojciec Sandry (odc. 8–10, 13)
- 2015: Pod elektriczeskimi obłakami – wujek Boria
- 2016: Ojciec Mateusz – stylista Stefan Billa (odc. 200)
- 2017: Daleko od noszy. Reanimacja – salowy Czesław Basen (odc. 1–12)
- 2018: Trzecia połowa – kibic (odc. 1, 4, 8)
- 2018: Dowłatow – Siemion Aleksandrowicz
- 2018: Dom pełen życia – Pan Gienio pseudo złota rączka (odc. 1–10)
- 2018: 7 uczuć – ojciec Ryszka
- 2019: Zasada przyjemności – Zygmunt „Gianni” Bednarek (odc. 7–10)
- 2019: Futro z misia – Pierre, mąż „Futra”
- 2021: Ściema po polsku – gość na gali
- od 2022: Mecenas Porada – mec. Andrzej Starzyński (odc. 1, 5–6, 10–12)
- 2023: Porady na zdrady 2 – biznesmen
- 2023: Teściowie – doktor Rudolf Niski (odc. 3–4, 6, 10–16, 18–20)